# End of the Night
«End of the Night» es una canción de la banda estadounidense, enfocada en el rock psicodélico y el blues rock, The Doors, escrita por los cuatro integrantes de la banda (Jim Morrison, Ray Manzarek, Robby Krieger, John Densmore), y producida por Paul A. Rothchild, para el álbum debut de la banda, The Doors, bajo el sello Elektra Records con una duración de poco menos de tres minutos.

## Composición
La canción fue escrita en los primeros días de la banda, cuando todavía tocaban en clubes nocturnos. En 1965, la banda grabó una demo en un intento de llegar a un acuerdo con Aura Records; la banda no pudo firmar. En 1966, cuando llegaron a un acuerdo con Elektra Records, la canción fue grabada para su álbum debut homónimo. La canción está escrita en clave de mi menor con un rango vocal de Jim Morrison que abarca desde D4 hasta G5.

### Título
El título de la canción se basa en la novela francesa de 1932, Journey to the End of the Night (novela)|Journey to the End of the Night, que también fue la inspiración para el título del álbum de Green Carnation, Journey to the End of the Night.

## Lanzamiento
La canción, aparte de aparecer como la novena canción de su álbum debut, también fue editada como el lado b del primer sencillo de la banda (y de su álbum debut), Break on Through (To the Other Side), que pasó desapercibida en las listas, teniendo apenas un 126 en las listas de Estados Unidos.